# Franjevački muzej Vukovar
Franjevački muzej Vukovar je muzejski kompleks koji djeluje u sklopu samostana franjevaca Hrvatske franjevačke provincije sv. Ćirila i Metoda u Vukovaru.
Stvaranje muzejske zbirke započinje dolaskom franjevaca u Vukovar 1687., a o njezinoj vrijednosti pisali su i fra Placid Belavić i fra Paškal Cvekan. Između ostalog, uključuje zbirku liturgijskog posuđa (kaleža, ciborija, pokaznica, relikvijarima), dio kojeg potječu iz zlatarskih radionica u Beču, Mainzu, Mariboru, Rimu i Veneciji, kao i zbirku liturgijske odjeće, napose bečkih baroknih i venecijanskih misnica tkanih iz svile, brokata i baršuna. U kripti franjevačkog samostana nalaze se sarkofazi obitelji Eltz i samostanska vinoteka.
U samostanskoj knjižnici fra Marka Kurolta čuvaju se i inkunabule. Tijekom Domovinskog rata nestali su drveni oltari, razbijen je mramorni oltar Gospe žalosne, ukraden je niz knjiga, a uz njih i slika sv. Filipa i Jakova s glavnoga oltara, slika sv. Ane i četrnaest postaja križnoga puta, sarkofag sv. Bone je zapaljen, a kripta s posmrtnim ostatcima franjevaca uništena. Zalaganjem fra Marka Kurolta i fra Marka Malovića veći dio knjižnog fonda za vrijeme rata čuvao se u franjevačkom samostanu u Zemunu, a u samostansku knjižnicu vraćen je zalaganjem Ministarstva kulture 2004.
U svibnju 2019. svečano je otvoren novoobnoljeni muzejski kompleks.
U prvoj godini rada novoobnovljeni muzej je zabilježio 35 tisuća posjetitelja.